# فرفیلد (تنسی)
فرفیلد(به انگلیسی: Fairfield) شهری در ایالت تنسی کشور ایالات متحده آمریکا است که جمعیت آن در سرشماری سال ۲۰۱۰ میلادی، ۱۳۱ نفر بوده‌است.